# Joan García
Joan García Pons (* 4. května 2001, Sallent, Španělsko) je španělský profesionální fotbalový brankář, který v současnosti působí v klubu Barcelona, kam přestoupil v červnu 2025 z Espanyol. Měří 191 cm a je známý svou výbornou prací na čáře a klidným stylem hry.
S fotbalem začínal v místním klubu CE Sallent, odkud se přesunul do Manresy a později do mládežnické akademie CF Damm. V roce 2016 přestoupil do mládežnické akademie Espanyol, kde postupně prošel všemi kategoriemi.
V sezóně 2019/20 začal nastupovat za rezervní tým Espanyolu (Espanyol B), kde odehrál 17 zápasů. Do prvního týmu Espanyolu se posunul v roce 2021 a během následujících čtyř sezón odchytal více než 50 utkání v La Lize a Segunda División. V roce 2024 se stal jedničkou týmu a jedním z nejlépe hodnocených mladých brankářů ve Španělsku.
Dne 18. června 2025 oficiálně přestoupil do Barcelona, která s ním podepsala smlouvu do června 2031. Do katalánského velkoklubu přichází jako perspektivní náhradník za zkušenějšího brankáře, s potenciálem stát se v budoucnu jedničkou.

## Reprezentační kariéra
García je bývalým mládežnickým reprezentantem Španělska, reprezentoval Španělsko v kategoriích do 17, 18, 19 a 21 let. V červenci 2024 byl vybrán do týmu pro LOH 2024 v Paříži. Na turnaji Španělsko získalo zlatou medaili.